# Cuencas costeras entre los ríos Elqui y Limarí
Las cuencas costeras entre los ríos Elqui y Limarí es el nombre dado al ítem 044 del inventario de cuencas de Chile que comprende las hoyas hidrográficas ubicadas entre ambos ríos y que desembocan en el océano Pacífico. Cubren un área de 2330 km² en que se encuentran las ciudades de La Serena, Coquimbo y Tongoy.
A partir de los años 70 se ha ampliado el concepto de cuenca hasta entender, ya en los primeros años del siglo XXI, una cuenca hidrográfica en lo que respecta a su definición espacial y funcional, como la unidad geopolítica y socioeconómica más apropiada y racional para el desarrollo integrado de los recursos de tierras y aguas asociados a la vegetación y en conjunto con los usuarios de nivel local y regional.: 17 

Las cuencas costeras entre los ríos Elqui y Limarí.

## Límites
Limita al noreste con la cuenca del río Elqui, al sur y al este con la cuenca del río Limarí y al oeste con el océano Pacífico.

## Población y regiones
El sistema de información y monitoreo de biodiversidad del Ministerio del Medio Ambiente de Chile señala la siguiente distribución de la superficie de la cuenca entre las comunas (el porcentaje es de la cuenca):
| Región   | Provincia | Comuna    | Hectáreas   | Porcentaje |
| -------- | --------- | --------- | ----------- | ---------- |
| Coquimbo |           |           | 229.063,731 | 99,618%    |
|          | Elqui     |           | 162.753,282 | 70,78%     |
|          |           | La Serena | 4.112,4     | 1,788%     |
|          |           | Coquimbo  | 141.684,644 | 61,617%    |
|          |           | Andacollo | 16.880,491  | 7,341%     |
|          |           | Vicuña    | 75,747      | < 0,1%     |
|          | Limarí    |           | 66.310,448  | 28,838%    |
|          |           | Ovalle    | 66.310,448  | 28,838%    |

Las ciudades de Andacollo y Ovalle no se ubican dentro del ítem 044.
| Provincia | Comuna    | Nombre               | Categoría | Población | Viviendas |
| --------- | --------- | -------------------- | --------- | --------- | --------- |
| Elqui     | La Serena | La Serena            | Ciudad    | 195.382   | 76.998    |
| Elqui     | Coquimbo  | Coquimbo             | Ciudad    | 204.068   | 76.337    |
| Elqui     | Coquimbo  | El Carmen            | Aldea     | 415       | 138       |
| Elqui     | Coquimbo  | Cerrillos            | Aldea     | 1.151     | 364       |
| Elqui     | Coquimbo  | La Rinconada         | Caserío   | 19        | 10        |
| Elqui     | Coquimbo  | Altos La Herradura   | Caserío   | 80        | 37        |
| Elqui     | Coquimbo  | Totoralillo          | Aldea     | 307       | 202       |
| Elqui     | Coquimbo  | Las Tacas            | Caserío   | 0         | 7         |
| Elqui     | Coquimbo  | La Hacienda          | Caserío   | 92        | 36        |
| Elqui     | Coquimbo  | El Peñón             | Pueblo    | 1.476     | 669       |
| Elqui     | Coquimbo  | Guanaqueros          | Pueblo    | 1.762     | 1.892     |
| Elqui     | Coquimbo  | Camping Playa Blanca | Caserío   | 6         | 6         |
| Elqui     | Coquimbo  | Puerto Velero        | Caserío   | 18        | 689       |
| Elqui     | Coquimbo  | Tongoy               | Ciudad    | 5.552     | 2.600     |
| Elqui     | Coquimbo  | Playa Grande         | Caserío   | 15        | 18        |
| Elqui     | Coquimbo  | Puerto Aldea         | Caserío   | 218       | 120       |
| Elqui     | Andacollo | El Manzano           | Caserío   | 12        | 11        |
| Elqui     | Andacollo | Maitencillo          | Caserío   | 139       | 70        |
| Limarí    | Ovalle    | Cerrillos de Tamaya  | Aldea     | 1.602     | 626       |
| Limarí    | Ovalle    | Quebrada Seca        | Caserío   | 189       | 86        |
| Limarí    | Ovalle    | El Rumay             | Caserío   | 24        | 13        |
| Limarí    | Ovalle    | Valdivia de Punilla  | Caserío   | 159       | 92        |
| Total     |           |                      | 412.686   | 161.021   |           |

## Subdivisiones
La Dirección General de Aguas subdivide o reúne las cuencas de Chile acorde a las necesidades de estudio y gestión. Existen dos inventarios que han logrado ser aceptados como principales, el inventario de cuencas del Banco Nacional de Aguas (BNA) de 1978, de mayor uso, y el inventario de cuencas del Departamento de Administración de Recursos Hídricos (DARH) de 2014 de mejor cartografía que ha obligado a redefinir algunos límites, a veces con cambios mayores, pero también por algunas redefiniciones del concepto de subcuenca.
Bajo el BNA el código del ítem es 044 y con el DARH es 0404.
La subdivisión del BNA es como sigue:
| Cuenca                                                                     | Subcuenca | Subsubcuenca | Aguas                                                      | Área drenaje km² | Observaciones |
| -------------------------------------------------------------------------- | --------- | ------------ | ---------------------------------------------------------- | ---------------- | ------------- |
| 044 Cuencas costeras entre los ríos Elqui y Limarí (File:Cuenca-044-B.svg) |           |              |                                                            |                  |               |
| 044                                                                        | 0440      | 04400        | Estero el Culebron - Quebrada el Romeral (Incl.)           | 1083             |               |
| 044                                                                        | 0441      | 04410        | Quebrada Camarones (Incl.) - R. Limarí                     | 1217             |               |
| total:                                                                     | 2         | 2            | Región: IV (100%) / Tipo: Exorreica / Desemb.: O. Pacífico | 2300             |               |

La disposición de cuencas en el inventario DARH es la siguiente:
| Código   | Nombre                                               | Código en mapa                                | Tipología de cuenca                           | Vertiente de cuenca                           | Origen de cuenca                              | Temperatura media anual (C°)                  | Temperatura máxima (C°)                       | Temperatura mínima (C°)                       | Precipitación anual (mm)                      | Número de estaciones fluviométricas           | Número de estaciones pluviométricas           | Área (km²)                                    |
| -------- | ---------------------------------------------------- | --------------------------------------------- | --------------------------------------------- | --------------------------------------------- | --------------------------------------------- | --------------------------------------------- | --------------------------------------------- | --------------------------------------------- | --------------------------------------------- | --------------------------------------------- | --------------------------------------------- | --------------------------------------------- |
| 0404     | Cuencas Costeras entre Río Elqui y Río Limarí        | Cuencas Costeras entre Río Elqui y Río Limarí | Cuencas Costeras entre Río Elqui y Río Limarí | Cuencas Costeras entre Río Elqui y Río Limarí | Cuencas Costeras entre Río Elqui y Río Limarí | Cuencas Costeras entre Río Elqui y Río Limarí | Cuencas Costeras entre Río Elqui y Río Limarí | Cuencas Costeras entre Río Elqui y Río Limarí | Cuencas Costeras entre Río Elqui y Río Limarí | Cuencas Costeras entre Río Elqui y Río Limarí | Cuencas Costeras entre Río Elqui y Río Limarí | Cuencas Costeras entre Río Elqui y Río Limarí |
| 04040000 | Costeras entre Río Elqui y Quebrada Lagunillas       | 30                                            | Exorreica                                     | Pacífico                                      | Pluvial                                       | 14.7                                          | 22.6                                          | 7.3                                           | 89.3                                          | 1                                             | 2                                             | 378.1                                         |
| 04040001 | Quebrada Lagunillas                                  | 31                                            | Exorreica                                     | Pacífico                                      | Pluvial                                       | 14.0                                          | 22.9                                          | 5.7                                           | 99.3                                          | 0                                             | 0                                             | 534.7                                         |
| 04040002 | Costeras entre Quebrada Lagunillas y Quebrada Tongoy | 32                                            | Exorreica                                     | Pacífico                                      | Pluvial                                       | 15.1                                          | 23.3                                          | 7.4                                           | 102.9                                         | 0                                             | 0                                             | 187.9                                         |
| 04040100 | Costeras Bahía Tongoy                                | 33                                            | Exorreica                                     | Pacífico                                      | Pluvial                                       | 15.2                                          | 23.8                                          | 7.3                                           | 115.2                                         | 0                                             | 1                                             | 987.1                                         |
| 04040101 | Costeras entre Bahía Tongoy y Río Limarí             | 34                                            | Exorreica                                     | Pacífico                                      | Pluvial                                       | 15.0                                          | 23.4                                          | 7.4                                           | 124.2                                         | 0                                             | 0                                             | 242.4                                         |

## Hidrología
Entre los Ríos Elqui y Limarí fluyen varias quebradas que descargan en las bahías de Tongoy, Guanaqueros y Coquimbo. Algunas de ellas no llegan con agua al mar en temporadas secas, formando humedales costeros como los de Salinas Chica, Salinas Grande y Pachingo en Bahía de Tongoy, los que fueron declarados Santuarios de la Naturaleza el año 2018.: 2–40 

### Red hidrográfica
Los cuerpos de agua consuderados en esta categoría son:

### Caudales y régimen
En el inventario DARH figuran todas las cuencas com de origen pluvial.

### Glaciares
Dada la baja altitud que alcanzan las cimas circundantes, no existen glaciares ni nieves en las cuencas.: 2–77 

### Infraestructura hidráulica
Existen canales de riego, 5 embalses y 4 plantas de tratamiento de aguas servidas.: 2-78ff 

## Clima

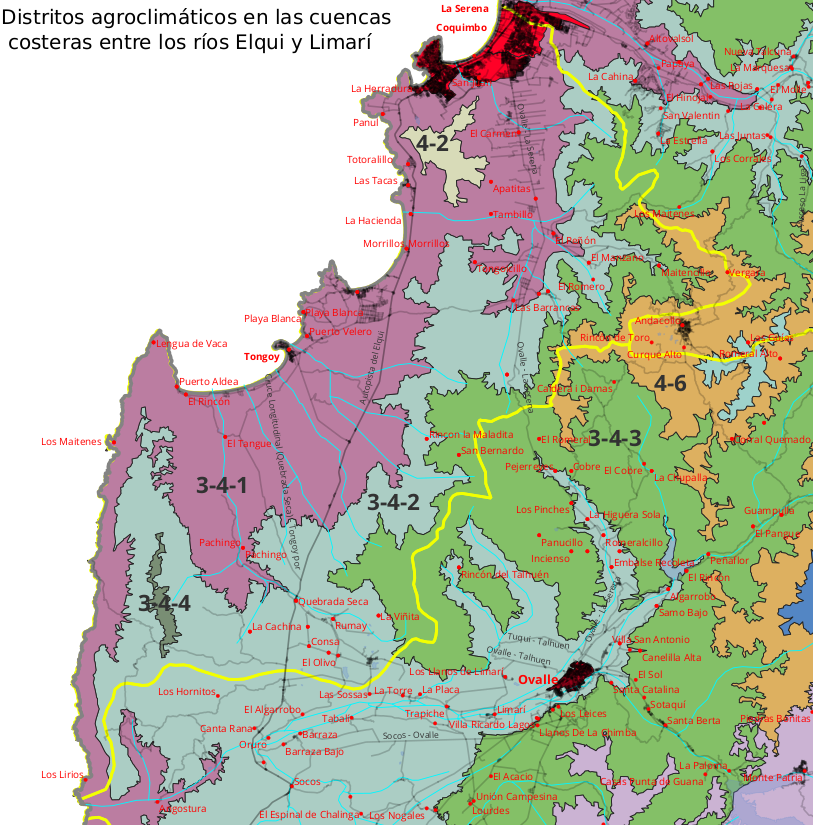
Distritos agroclimáticos en el interfluvio.

El Atlas agroclimático de Chile distingue 6 distritos agroclimáticos en la cuenca:
- 4-2  Desierto con influencia marina y régimen de humedad xérico (BWnXe). La temperatura oscila entre un máximo de enero de 25,1 °C y un mínimo de julio de 8,2 °C. En todo el año no tiene heladas. El periodo de temperaturas favorables a la actividad vegetativa dura 12 meses. Registra anualmente 1.878 días grado y 57 horas de frío acumuladas hasta el 31 de Julio. La precipitación media anual es de 104 mm y un periodo seco de 12 meses, con un déficit hídrico de 1.182 mm/año. El período húmedo dura 0 meses durante los cuales se produce un excedente hídrico de 0 mm.
- 4-6  Desierto interior y régimen de humedad xérico (BWXe). La temperatura oscila entre un máximo de enero de 28,4 °C y un mínimo de julio de 5,6 °C. Tiene un promedio de 302 días consecutivos libres de heladas. En el año se registra un promedio de 4 heladas. El periodo de temperaturas favorables a la actividad vegetativa dura 12 meses. Registra anualmente 2.094 días grado y 243 horas de frío acumuladas hasta el 31 de Julio. La precipitación media anual es de 97 mm y un periodo seco de 12 meses, con un déficit hídrico de 1.622 mm/año. El período húmedo dura 0 meses durante los cuales se produce un excedente hídrico de 0 mm.
- 3-4-1  Desierto con influencia marina y régimen de humedad Xérico (BWnXe). La temperatura oscila entre un máximo de enero de 23 °C y un mínimo de julio de 7,6 °C. Tiene un promedio de 345 días consecutivos libres de heladas. En el año se registra un promedio de 0 heladas. El periodo de temperaturas favorables a la actividad vegetativa dura 12 meses. Registra anualmente 1.621 días grado y 100 horas de frío acumuladas hasta el 31 de Julio. La precipitación media anual es de 87 mm y un periodo seco de 12 meses, con un déficit hídrico de 1.167 mm/año. El período húmedo dura 0 meses durante los cuales se produce un excedente hídrico de 0 mm.
- 3-4-2  Desierto con influencia marina y régimen de humedad Xérico (BWnXe). La temperatura oscila entre un máximo de enero de 26,3 °C y un mínimo de julio de 7,4 °C. Tiene un promedio de 345 días consecutivos libres de heladas. En el año se registra un promedio de 0 heladas. El periodo de temperaturas favorables a la actividad vegetativa dura 12 meses. Registra anualmente 2.065 días grado y 91 horas de frío acumuladas hasta el 31 de Julio. La precipitación media anual es de 66 mm y un periodo seco de 12 meses, con un déficit hídrico de 1.382 mm/año. El período húmedo dura 0 meses durante los cuales se produce un excedente hídrico de 0 mm.
- 3-4-3  Desierto con influencia marina y régimen de humedad Xérico (BWnXe). La temperatura oscila entre un máximo de enero de 28,4 °C y un mínimo de julio de 6,5 °C. Tiene un promedio de 339 días consecutivos libres de heladas. En el año se registra un promedio de 1 helada. El periodo de temperaturas favorables a la actividad vegetativa dura 12 meses. Registra anualmente 2.171 días grado y 158 horas de frío acumuladas hasta el 31 de Julio. La precipitación media anual es de 109 mm y un periodo seco de 12 meses, con un déficit hídrico de 1.483 mm/año. El período húmedo dura 0 meses durante los cuales se produce un excedente hídrico de 0 mm.
- 3-4-4  Desierto con influencia marina y régimen de humedad xérico (BWnXe). La temperatura oscila entre un máximo de enero de 27,8 °C y un mínimo de julio de 8 °C. En todo el año no tiene heladas. El periodo de temperaturas favorables a la actividad vegetativa dura 12 meses. Registra anualmente 2.333 días grado y 53 horas de frío acumuladas hasta el 31 de Julio. La precipitación media anual es de 37 mm y un periodo seco de 12 meses, con un déficit hídrico de 1.482 mm/año. El período húmedo dura 0 meses durante los cuales se produce un excedente hídrico de 0 mm.

## Actividad económica
La economía de la zona se centra en las actividades de pesca, acuicultura, pequeña y mediana minería, turismo, y agricultura.: 2–47 

## Zona protegidas
El Ministerio del Medio Ambiente registra dos espacios protegidos en las cuencas, el parque nacional Bosque Fray Jorge y el santuario de la naturaleza Humedales de Tongoy.